# Jay Rosen (Journalist)

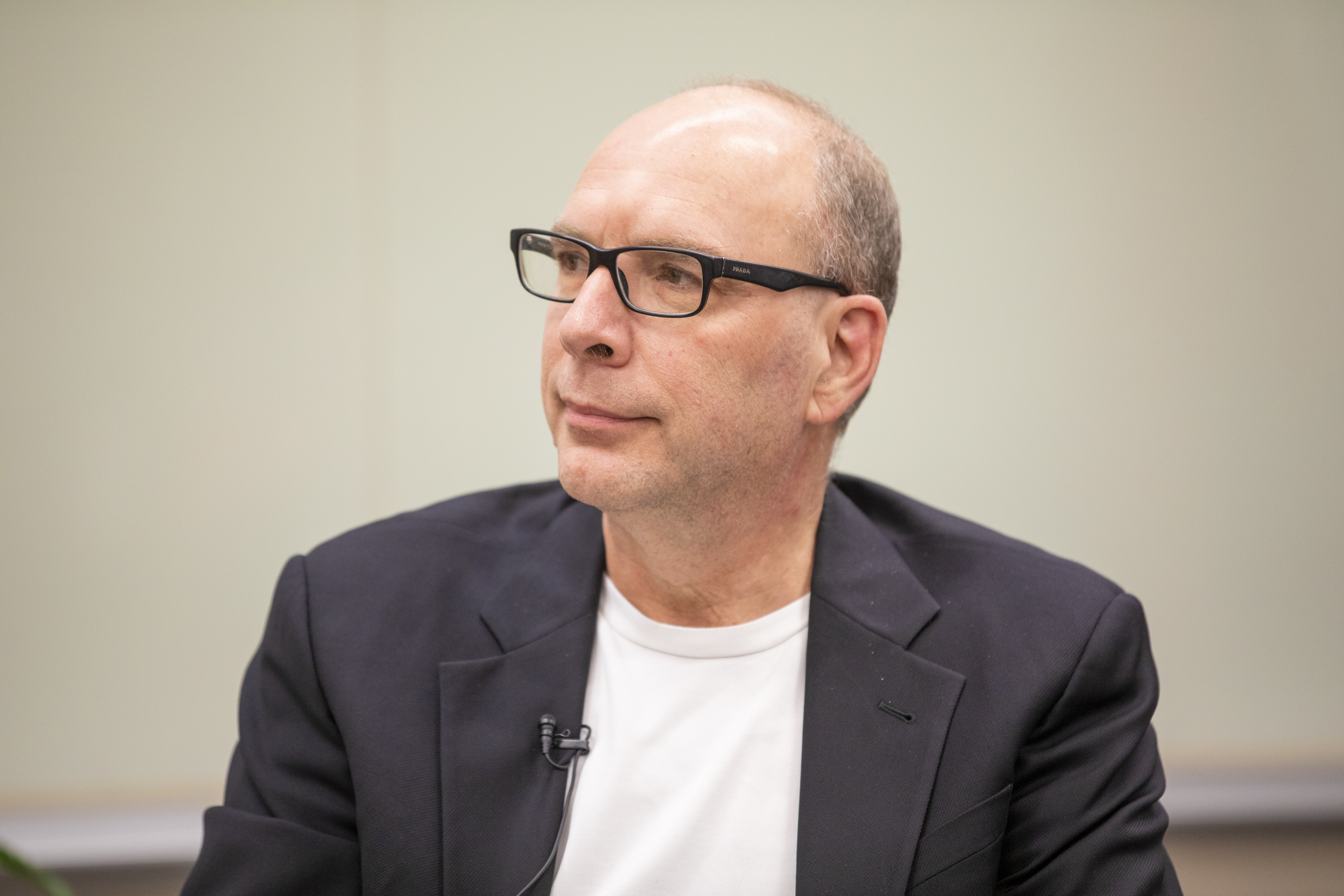
Jay Rosen (2019)

Jay Rosen (* 5. Mai 1956 in Buffalo) ist ein US-amerikanischer Forscher und Journalist. Er ist Professor für Journalismus an der New York University und beschäftigt sich dort insbesondere mit Fragen des Bürgerjournalismus. Rosen schreibt in The New York Times, Salon.com, Harper’s Magazine und The Nation. 
Rosens Blog PressThink gewann 2005 den Blog-Award von Reporter ohne Grenzen. Seit 2009 betreibt er zusammen mit Dave Winer den Podcast Rebooting the News, der sich mit Technik und Innovation im Journalismus beschäftigt.